# Callionymus luridus
Callionymus luridus là một loài cá biển thuộc chi Callionymus trong họ Cá đàn lia. Loài này được mô tả lần đầu tiên vào năm 1981.

## Phân bố và môi trường sống
C. luridus có phạm vi phân bố ở Tây Thái Bình Dương. Loài cá này được tìm thấy tại bãi ngầm Macclesfield thuộc Biển Đông.